# Brda (gmina Vlasenica)
Brda (cyr. Брда) – wieś w Bośni i Hercegowinie, w Republice Serbskiej, w gminie Vlasenica. W 2013 roku liczyła 17 mieszkańców.